# (400076) 2006 SQ232
(400076) 2006 SQ232 es un asteroide perteneciente al cinturón de asteroides, descubierto el 26 de septiembre de 2006 por el equipo del Spacewatch desde el Observatorio Nacional de Kitt Peak, Arizona, Estados Unidos.

## Designación y nombre
Designado provisionalmente como 2006 SQ232.

## Características orbitales
2006 SQ232 está situado a una distancia media del Sol de 2,746 ua, pudiendo alejarse hasta 2,903 ua y acercarse hasta 2,588 ua. Su excentricidad es 0,057 y la inclinación orbital 3,575 grados. Emplea 1662,32 días en completar una órbita alrededor del Sol.

## Características físicas
La magnitud absoluta de 2006 SQ232 es 17,4.